# Steenkoolmijn van Beringen

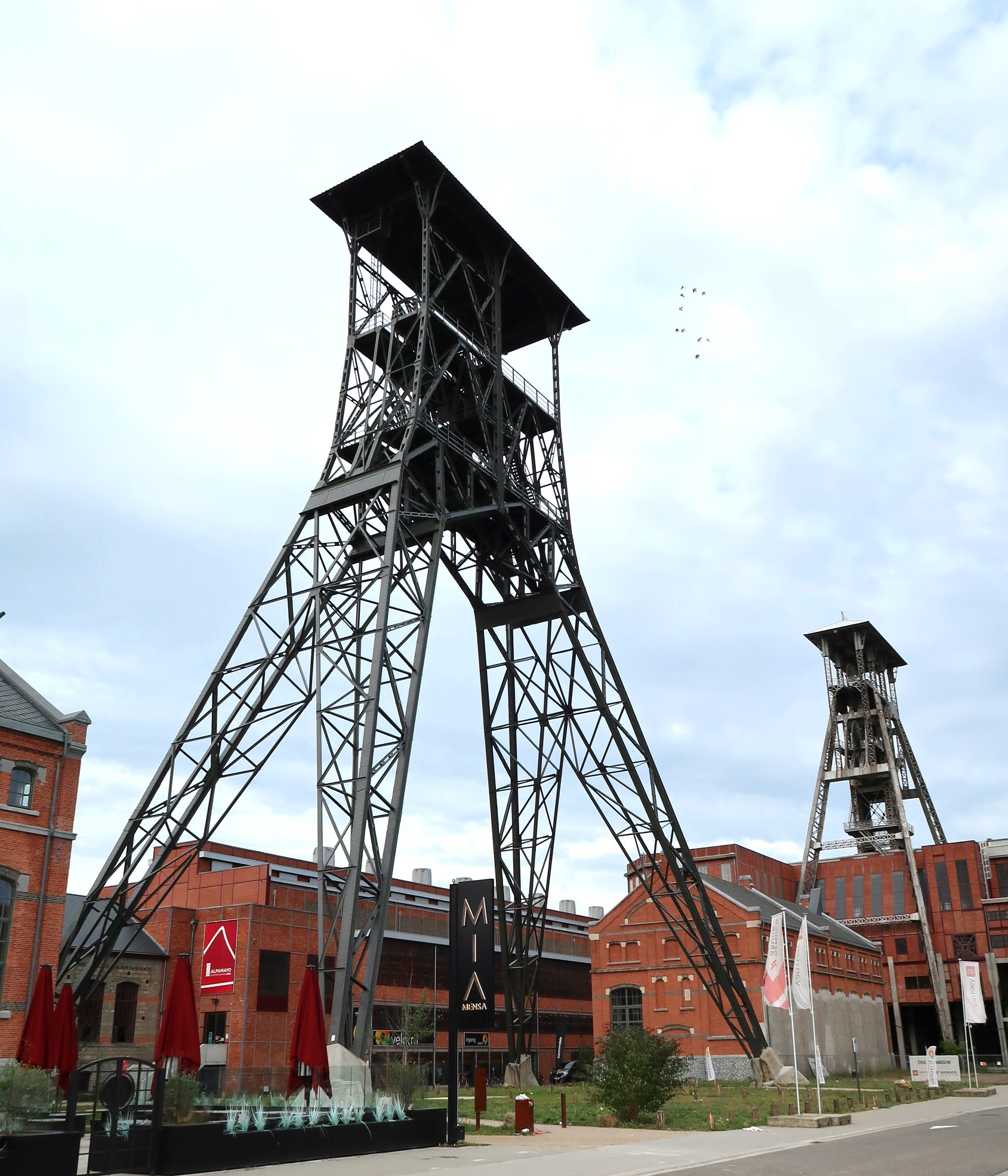
De schachtbokken

De Steenkoolmijn van Beringen was een van de zeven mijnen van het Kempens steenkoolbekken. Deze Kempense mijnzetel was gevestigd in Beringen doch de steenkoolmijn zelf ligt op het grondgebied van Koersel, heden een deelgemeente van Beringen (België).

## Geschiedenis
In 1902 en 1903 bevestigden zes proefboringen in de dorpen Beverlo, Beringen, Koersel en Paal er de aanwezigheid van steenkool.
Op 26 november 1906 werd een concessie verleend voor een gebied dat oorspronkelijk 4950 hectare groot was (Beeringen-Coursel) en in 1954 werd uitgebreid tot 5271 hectare. Vanaf 1959 werd ook steenkool gedolven uit een gepacht gedeelte van de naburige concessie Oostham-Kwaadmechelen.
De uitbatingsmaatschappij Société anonyme Charbonnages de Beeringen werd in 1907 opgericht.
De afdieping van de mijnschachten startte in 1907 maar werd onderbroken tijdens de Eerste Wereldoorlog. Vanaf 1922 werd steenkool boven gehaald van de ondergrondse verdiepingen op 727, 789 en 850 m diepte. In 1948 bereikte de tewerkstelling haar maximum met 6796 mijnwerkers. De hoogste jaarproductie werd gehaald in 1956 met 1.900.000 ton. In totaal bedroeg de productie 79.332.200 ton steenkool.
Op 28 oktober 1989 werd de mijn gesloten. Slechts een klein deel van de steenkolenlagen was ontgonnen.
Reeds in 1986 kwam er een mijnmuseum op het terrein dat uitgebouwd werd tot het Vlaams Mijnmuseum. De meeste gebouwen van de mijn bleven bewaard en zijn beschermd. De site in Beringen geeft een goed beeld van hoe een Limburgse steenkoolmijn er uit zag. Vanuit het mijnmuseum kan de bezoeker het grootschalige industriële karakter van het vroegere mijnbedrijf ervaren. Er werd 1,5 miljoen euro besteed aan de restauratie van vier sinds 1993 beschermde koeltorens op de mijnsite. Deze werden gebouwd in de jaren 1923, 1926, 1942 en 1952 en dienden om het water van de elektriciteitscentrale af te koelen voor hergebruik. Er werd 1,4 miljoen euro vrijgemaakt voor de restauratie van de kolenwasserij.
Met 100.000 m² aan beschermd gebouwenpatrimonium is Beringen-Mijn de grootste industriële erfgoedsite in Vlaanderen.
Onder de naam be-MINE werd de site herbestemd als toeristisch-recreatief project. Daarin staat het monumentale,industriële erfgoed centraal. En naast het mijnmuseum zijn er ruimten voor feesten, is er een zwembad, een indoor duikcentrum, een klimcentrum, een avonturenberg met speellandschap en een mountainbikepiste naar de top van de terril. Met een winkelcentrum, scholencomplex en een nieuwe woonwijk is de site verweven met de stedelijke omgeving.

## Galerij

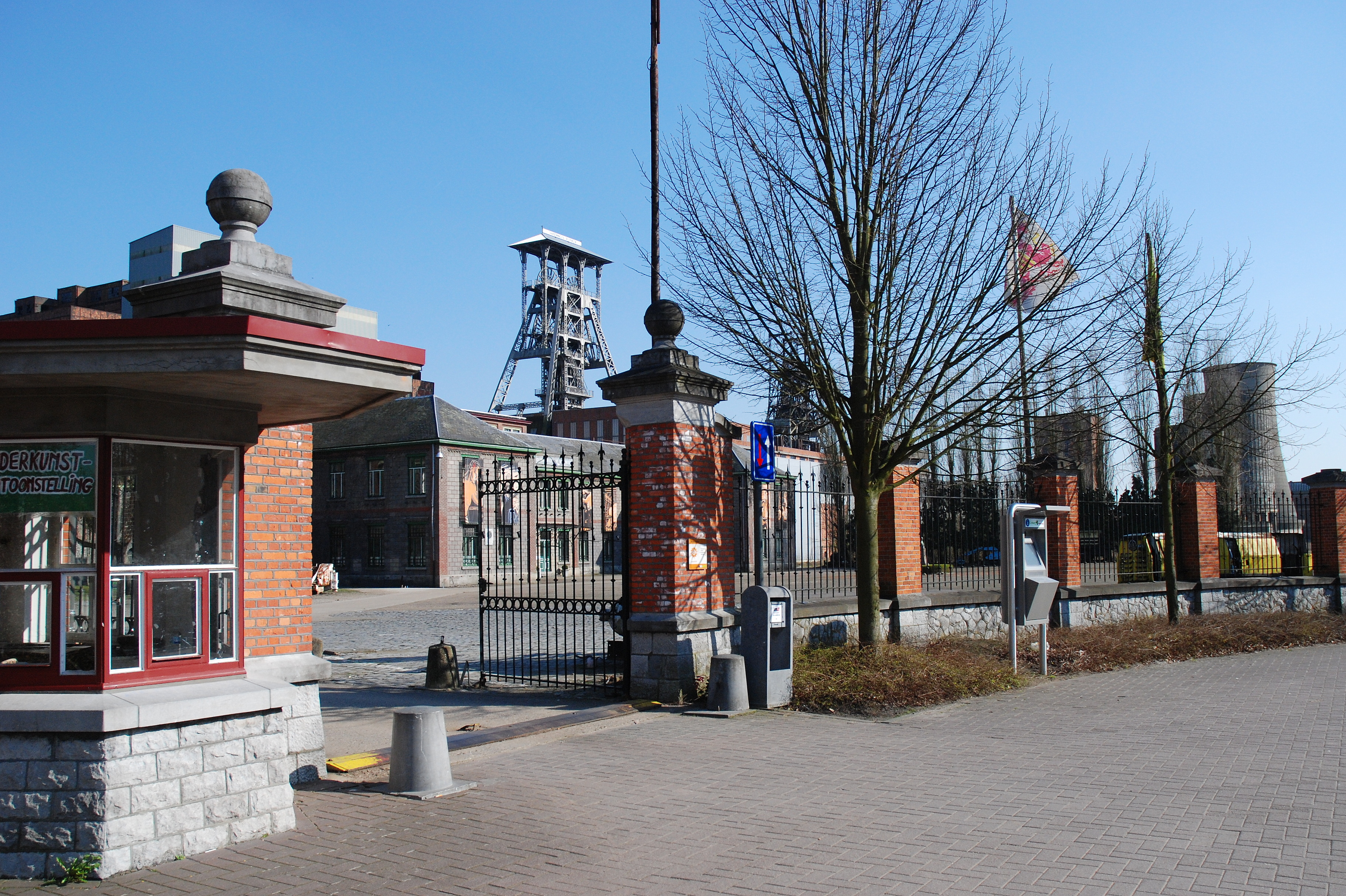
Ingang Koolmijn Beringen
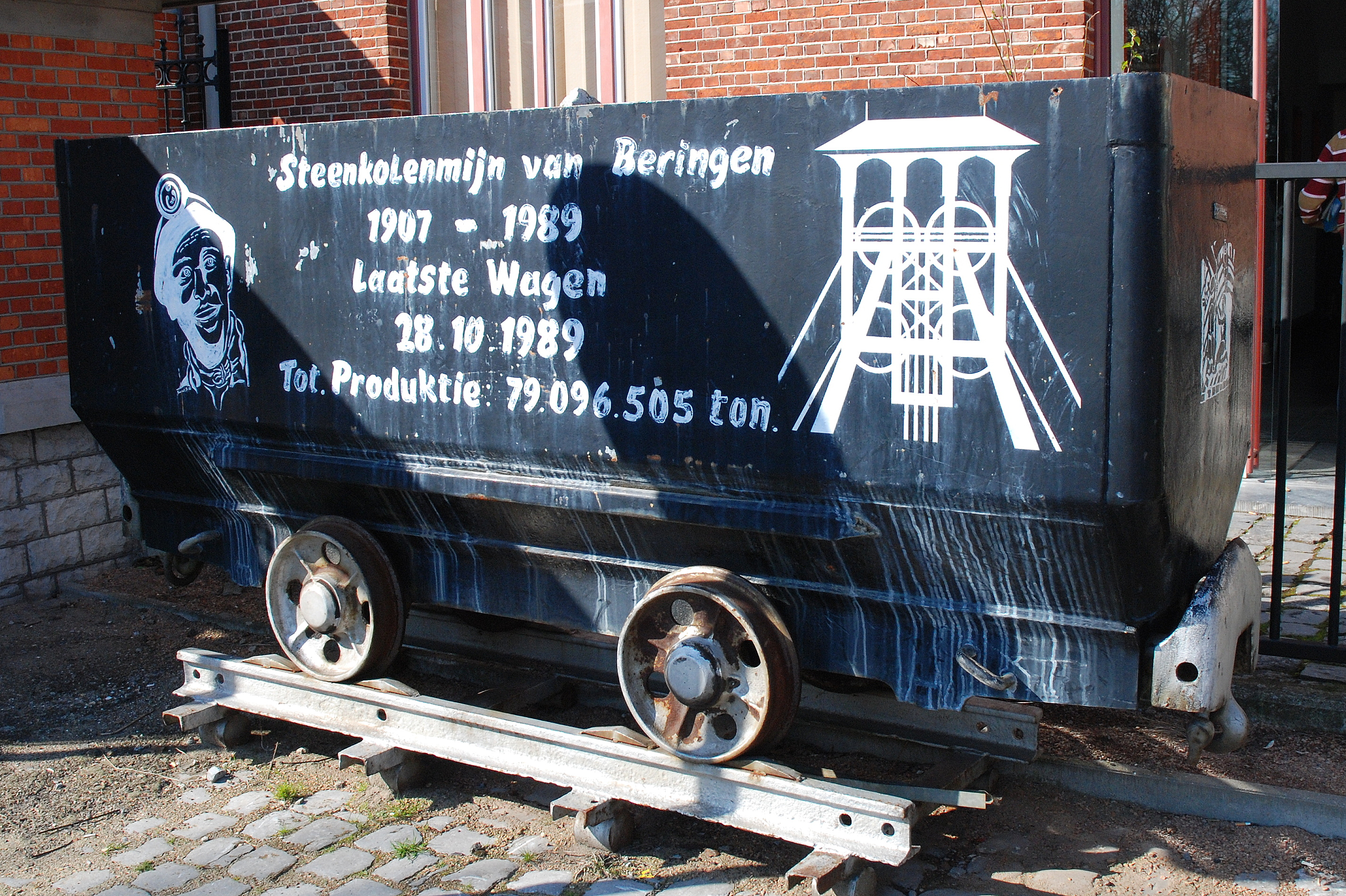
De laatste opgehaalde wagen
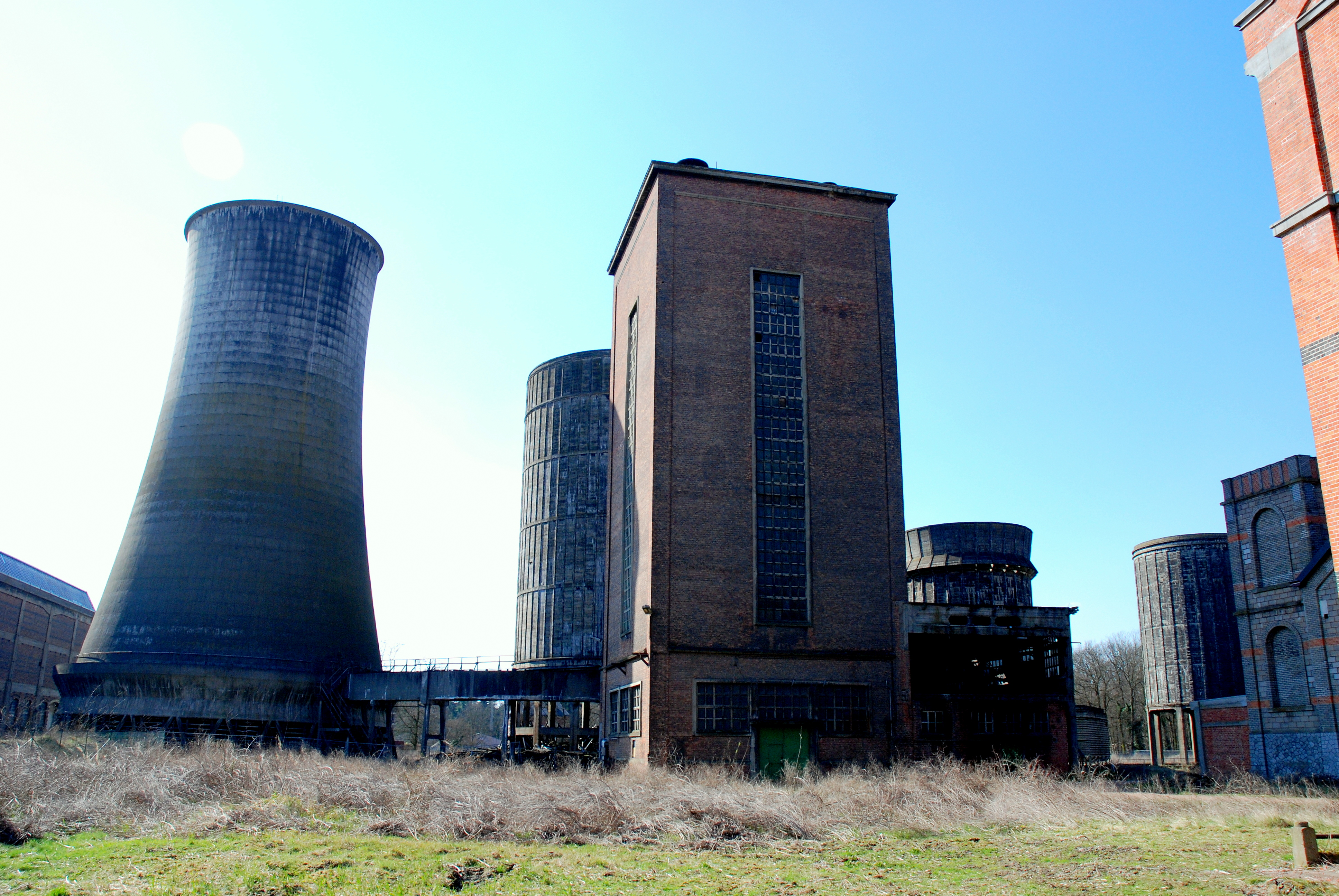
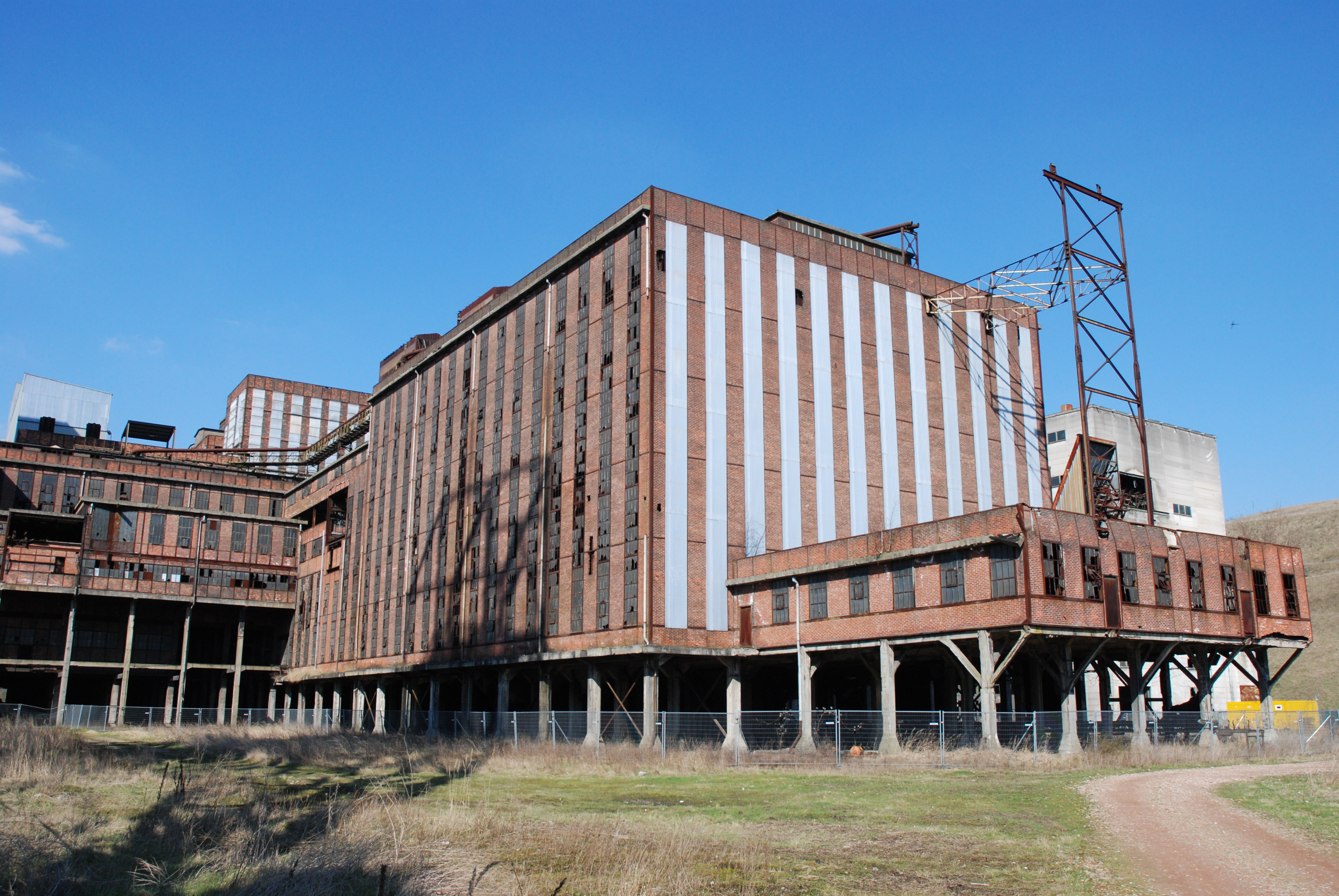
De kolenwasserij
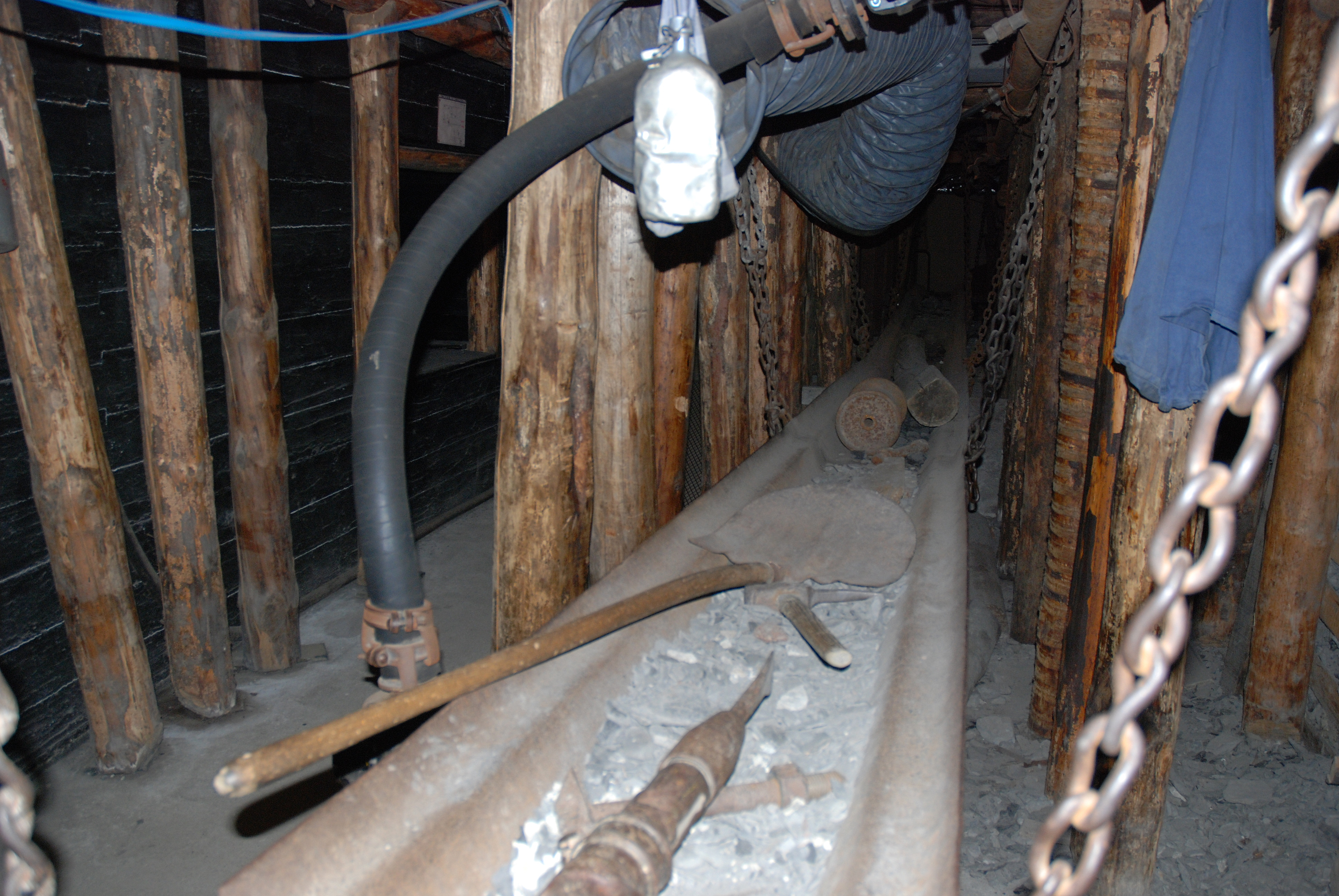
In het mijnmuseum
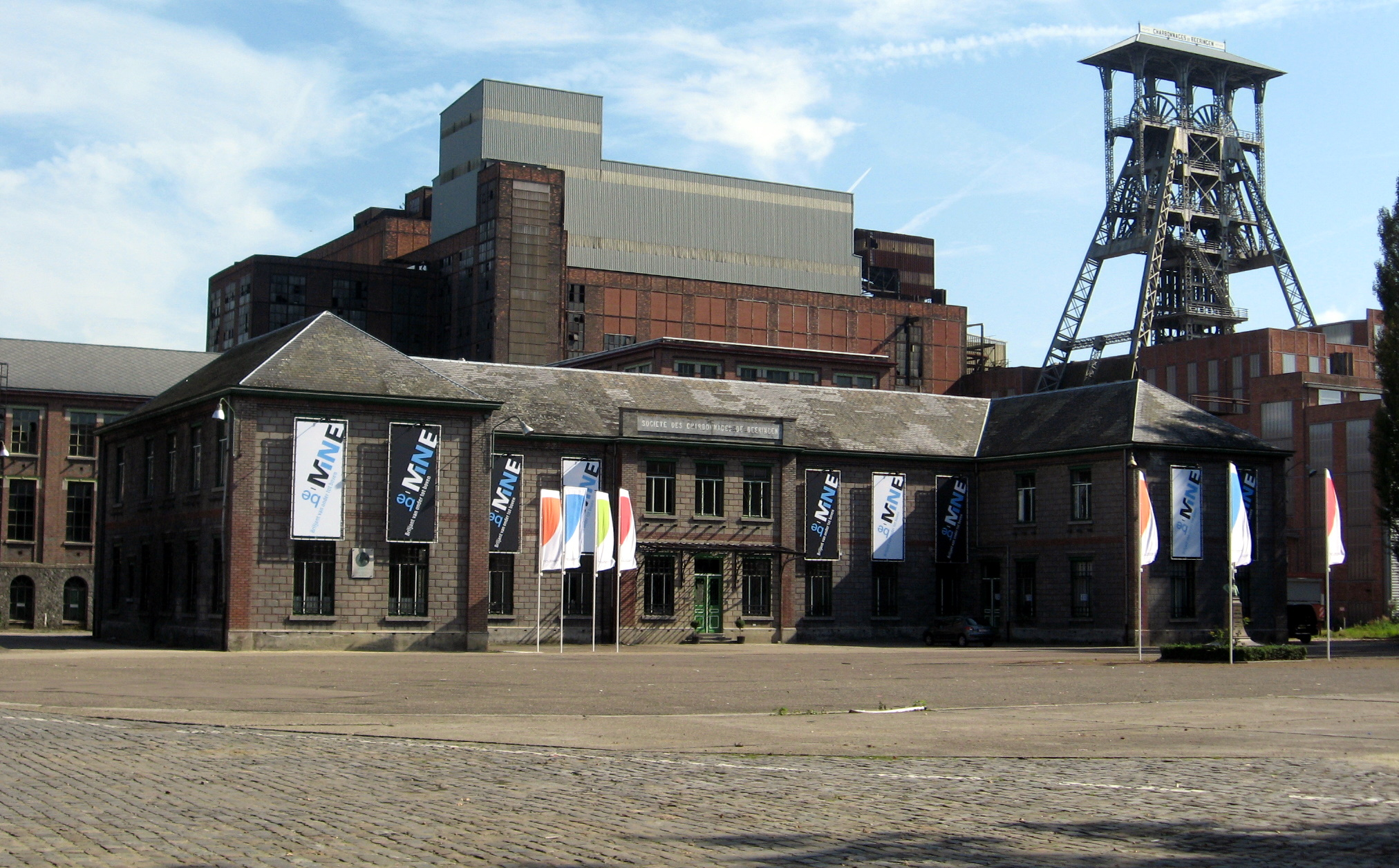
De centrale burelen van Beringen mijn met op de achtergrond de kolenwasserij